# ويليام روبن توماس
ويليام روبن توماس (بالإنجليزية: William Reuben Thomas)‏ هو سياسي أمريكي، ولد في 24 مايو 1866 بغينزفيل في الولايات المتحدة، وتوفي بنفس المكان في 10 سبتمبر 1943. انتخب عضو مجلس ولاية فلوريدا.